# Fischbach-Göslikon
Fischbach-Göslikon is een gemeente en plaats in het Zwitserse kanton Aargau en maakt deel uit van het district Bremgarten.
Fischbach-Göslikon telt 1.580 inwoners.